# Cucullia naruenensis
Cucullia naruenensis är en fjärilsart som beskrevs av Otto Staudinger 1879. Cucullia naruenensis ingår i släktet Cucullia och familjen nattflyn. Inga underarter finns listade i Catalogue of Life.